# Laurence Mark
Laurence Mark (New York City, 22 novembre 1949) è un produttore cinematografico statunitense.

## Biografia
Dopo essersi laureato nel 1971 presso la Wesleyan University, completa gli studi alla New York University ottenendo una laurea in cinema. Ha poi completato un breve stage presso la United Artists, dove viene successivamente assunto come assistente di produzione. Si trasferì quindi alla Paramount Pictures, dove ha ottenuto un ruolo di spicco nella sezione marketing, culminata con una nomina a Vice Presidente della West Coast Marketing. Si è poi trasferito nella stessa posizione alla 20th Century Fox. Mark successivamente ha fondato la sua società di produzione, la Laurence Mark Productions, con la quale ha firmato un contratto a lungo termine con la Columbia Pictures.
La sua prima produzione è stato il thriller La vedova nera del 1987, successivamente ha prodotto film come Una donna in carriera, Cookie, I corridoi del potere e Corsari. Per Jerry Maguire ottiene la sua prima candidatura al premio Oscar. L'anno successivo anche il film Qualcosa è cambiato ottiene una candidatura all'Oscar al miglior film.
Nel corso degli anni ha prodotto film come La mia adorabile nemica, L'uomo bicentenario, Scoprendo Forrester, Il ritmo del successo e I, Robot. Nel 2006 produce Dreamgirls di Bill Condon, candidato a tre Golden Globe e otto premi Oscar, l'anno successivo vince un Independent Spirit Award per il miglior film a Sguardo nel vuoto, con Joseph Gordon-Levitt.
Assieme a Bill Condon produce l'81ª cerimonia degli Academy Awards, condotta da Hugh Jackman. Successivamente produce i film Julie & Julia, Come lo sai e la miniserie Political Animals.

## Filmografia
- La vedova nera (Black Widow), regia di Bob Rafelson (1987)
- Ho sposato un'aliena (My Stepmother Is an Alien), regia di Richard Benjamin (1988)
- Una donna in carriera (Working Girl), regia di Mike Nichols (1988)
- Cookie, regia di Susan Seidelman (1989)
- La dolce ala della giovinezza (Sweet Bird of Youth) – film TV, regia di Nicolas Roeg (1989)
- Mr. Destiny, regia di James Orr (1990)
- I corridoi del potere (True Colors), regia di Herbert Ross (1991)
- La giustizia di un uomo (One Good Cop), regia di Heywood Gould (1991)
- Le avventure di Huck Finn (The Adventures of Huck Finn), regia di Stephen Sommers (1993)
- Sister Act 2 - Più svitata che mai (Sister Act 2: Back in the Habit), regia di Bill Duke (1993)
- Gunmen - Banditi (Gunmen), regia di Deran Sarafian (1993)
- Le avventure di Tom Sawyer e Huck Finn (Tom and Huck), regia di Peter Hewitt (1995)
- Corsari (Cutthroat Island), regia di Renny Harlin (1995)
- Jerry Maguire, regia di Cameron Crowe (1996)
- Romy & Michelle (Romy and Michele's High School Reunion), regia di David Mirkin (1996)
- Oliver Twist – film TV, regia di Tony Bill (1997)
- Qualcosa è cambiato (As Good as It Gets), regia di James L. Brooks (1997)
- Deep Rising - Presenze dal profondo (Deep Rising), regia di Stephen Sommers (1998)
- L'oggetto del mio desiderio (The Object of My Affection), regia di Nicholas Hytner (1998)
- Simon Birch, regia di Mark Steven Johnson (1998)
- La mia adorabile nemica (Anywhere but Here), regia di Wayne Wang (1999)
- L'uomo bicentenario (Bicentennial Man), regia di Chris Columbus (1999)
- Avviso di chiamata (Hanging Up), regia di Diane Keaton (2000)
- Il ritmo del successo (Center Stage), regia di Nicholas Hytner (2000)
- Scoprendo Forrester (Finding Forrester), regia di Gus Van Sant (2000)
- These Old Broads – film TV, regia di Matthew Diamond (2001)
- Kiss My Act – film TV, regia di Duane Clark (2001)
- Glitter, regia di Vondie Curtis-Hall (2001)
- I ragazzi della mia vita (Riding in Cars with Boys), regia di Penny Marshall (2001)
- Io, Robot (I, Robot), regia di Alex Proyas (2001)
- L'ultima vacanza (Last Holiday), regia di Wayne Wang (2006)
- Dreamgirls, regia di Bill Condon (2006)
- Sguardo nel vuoto (The Lookout), regia di Scott Frank (2007)
- Center Stage: Turn It Up, regia di Steven Jacobson (2008)
- Julie & Julia, regia di Nora Ephron (2009)
- Come lo sai (How Do You Know), regia di James L. Brooks (2010)
- Political Animals – miniserie TV, 6 episodi (2012)
- Last Vegas, regia di Jon Turteltaub (2013)
- When We Rise – miniserie TV (2017)
- Flatliners - Linea mortale (Flatliners), regia di Niels Arden Oplev (2017)
- The Greatest Showman, regia di Michael Gracey (2017)
- 13 (13: The Musical), regia di Tamra Davis (2022)